# Frédéric II de Nuremberg
 (septembre 2010).
Si vous disposez d'ouvrages ou d'articles de référence ou si vous connaissez des sites web de qualité traitant du thème abordé ici, merci de compléter l'article en donnant les références utiles à sa vérifiabilité et en les liant à la section « Notes et références ».
Frédéric II, né vers 1188 et mort le 30 décembre 1255, est un membre de la maison de Hohenzollern, fils du burgrave Frédéric Ier de Nuremberg. Il fut burgrave de Nuremberg de 1204 environ à 1218 (« Frédéric II ») puis comte de Zollern de 1218 à sa mort (« Frédéric IV »). Il est surnommé « Frédéric le Lion ».

## Biographie
Frédéric est le fils cadet du comte Frédéric III de Zollern (mort en 1201), également devenu burgrave de Nuremberg vers 1192, et de son épouse Sophie (morte vers 1218), fille du comte autrichien Conrad II de Raabs. 
À la mort de son père, Frédéric et son frère aîné Conrad assurent conjointement la gestion des territoires de la famille, et notamment le burgraviat de Nuremberg. En ce début du XIIIe siècle, les Hohenzollern affermissent leur puissance en Souabe par des acquisitions ou des unions matrimoniales.

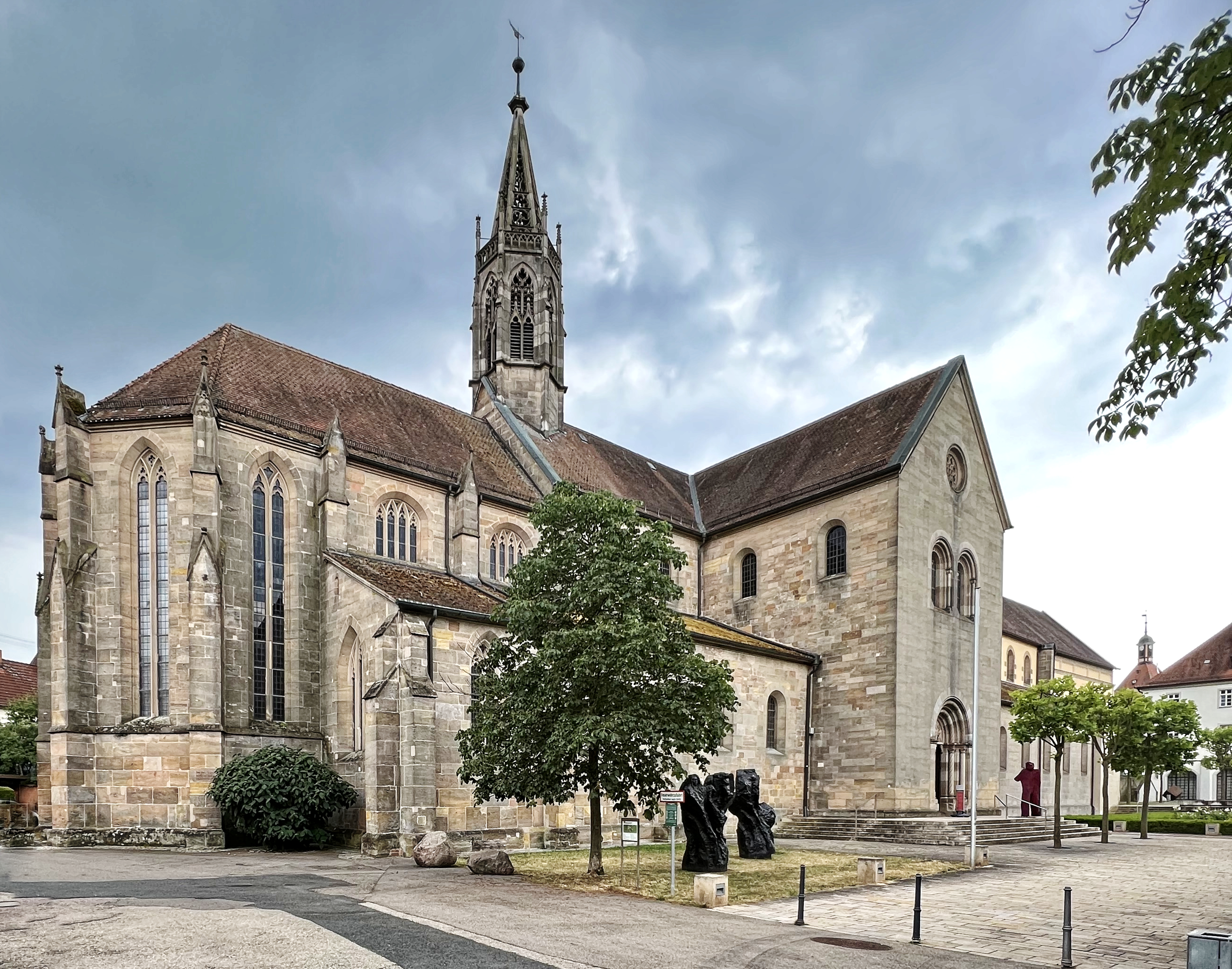
Monastère d'Heilsbronn.

En 1218, les possessions de la lignée de Zollern sont réparties entre les deux fils. Frédéric transmet ses possessions à son frère Conrad, qui obtient le titre de burgrave de Nuremberg et les possessions des comtes franconiens d'Abenberg, dont le château ancestral de cette famille et l'abbaye d'Heilsbronn. Frédéric conserve quant à lui le titre de comte de Zollern, le château de Hohenzollern et les territoires en Souabe.

## Mariages et descendance
Frédéric IV épouse Élisabeth, fille du comte Albert IV de Habsbourg. Deux enfants sont nés de cette union :
- Frédéric V (mort en 1289), comte de Zollern ;
- Sophie (morte vers 1270), épouse le comte Conrad Ier de Fribourg.